# Insel Wannsee

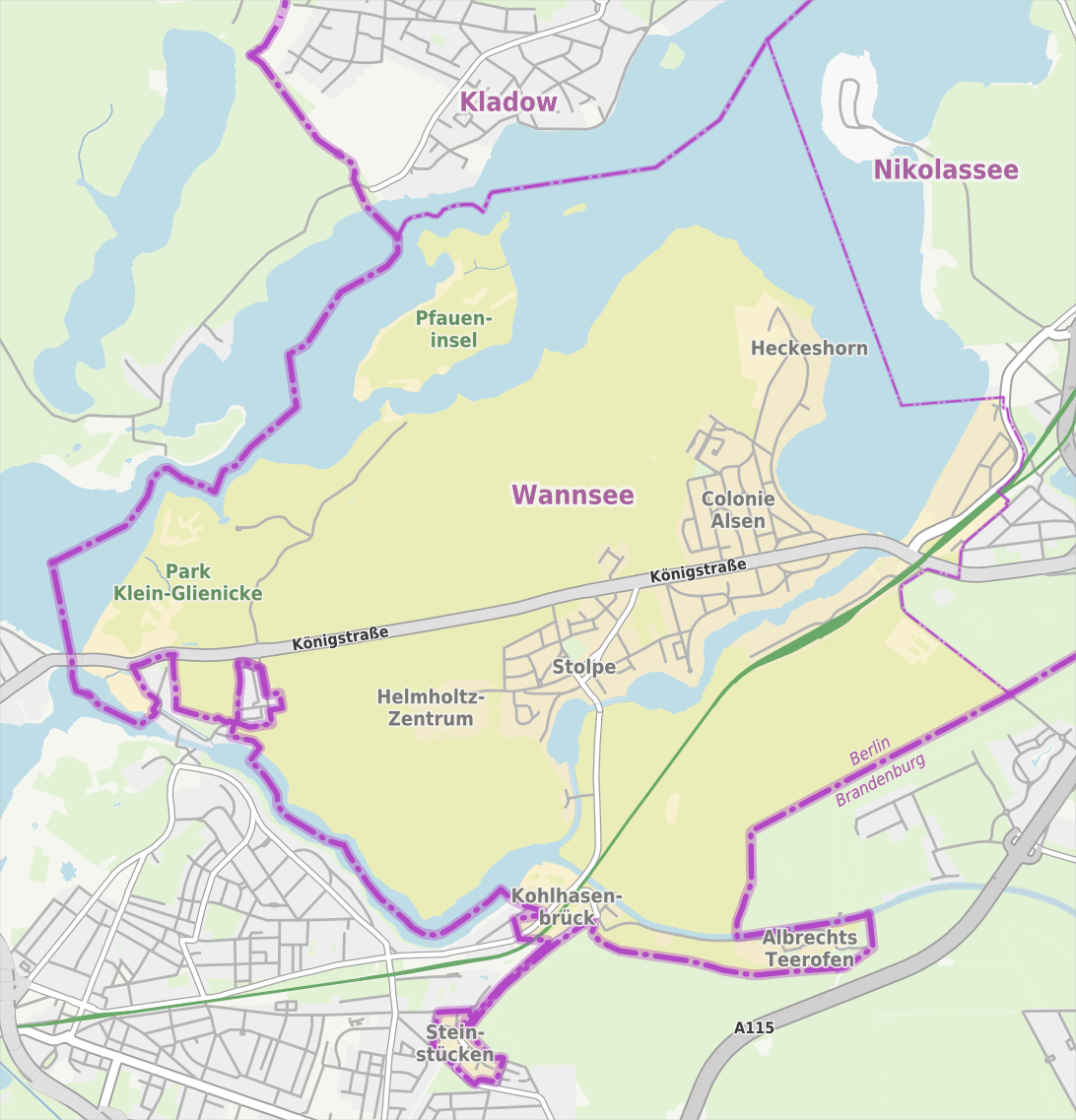
Karte des Ortsteils Wannsee mit der Insel in Bildmitte zwischen den Wasserläufen

Als Insel Wannsee (auch: Wannsee-Insel) wird heute ein von Gewässern der Havel umschlossenes Gebiet im Südwesten von Berlin und im Nordosten der brandenburgischen Landeshauptstadt Potsdam bezeichnet. Die Insel liegt überwiegend im Berliner Ortsteil Wannsee des Bezirks Steglitz-Zehlendorf sowie zu einem kleinen Teil in der Potsdamer Ortslage Klein Glienicke.
Das Gebiet wurde durch die letzte Eiszeit geformt. Vom 17. bis 19. Jahrhundert wurde es nach den beiden auf der Insel gelegenen Dörfern Klein-Glienicke und Stolpe als Glienick(e)scher oder Stolp(e)scher Werder benannt.

## Wasserläufe und Brücken
Die Insel wird von Norden her von der Havel umflossen. Nach Südwesten fließt der Hauptstrom über die Pfaueninsel zum Jungfernsee, in dem er sich gabelt und im Weiteren die Insel Potsdam umfließt. Ein kleinerer Flussarm führt um den Osten der Insel Wannsee, zunächst mit Großem und Kleinem Wannsee und dem anschließenden Pohlesee. Zwischen dem Pohle- und dem Stölpchensee lag eine Landenge, an der die Gewässer durch Sumpfgebiet miteinander verbunden waren. Südlich des Stölpchensees lag ebenfalls eine Sumpfniederung, die zum Griebnitzsee führte, aber sehr breit und damit für feindliche Angriffe unüberwindlich war. 
In den anschließenden Griebnitzsee mündete die in Steglitz entspringende Telte, auch unter dem Namen Bäke bekannt. Der Wasserlauf führte durch eine weitere Landenge, an der im Mittelalter das Dorf Klein-Glienicke angelegt wurde.
Die Mündung der Wasser von Griebnitzsee und Telte in die Havel (Glienicker Lake) ist bis heute nicht eindeutig lokalisiert. Zur Zeit der ältesten Kartierung des Gebietes, der Karte von Samuel de Suchodolec von 1683, war bereits ein Kanal zwischen Griebnitzsee und Glienicker Lake (zum anschließenden Tiefen See des Havel-Hauptstroms) gebaut worden.
Zu den Dörfern bestanden in den sumpfigen Landengen Dammzugänge. Da der Wasserstand der Havel noch Mitte des 19. Jahrhunderts etwa einen Meter höher lag als heute und zuvor noch höher gelegen hatte (vgl. den ehemaligen Graben um das Jagdschloss Grunewald), dürften nur im Hochsommer die Dammzugänge trockenen Fußes zu passieren gewesen sein. Nach der Schneeschmelze dagegen ist nur eine Passage per Boot denkbar. Durch Senkung des Wasserstandes in der zweiten Hälfte des 19. Jahrhunderts waren dann die Kanalbauten an den Landengen notwendig.
Ein erster regelrechter Brückenbau zur Insel entstand 1661–1663 an der Glienicker Enge, um mit dieser ersten Glienicker Brücke das entstehende Jagdschloss Glienicke direkt an Potsdam anzuschließen. Im Zuge des Baus des Bäkekanals entstand eine kleine Brücke zum späteren Babelsberger Park. Erst 1791/1792 wurde am gegenüberliegenden Ende der Insel die Friedrich-Wilhelm-Brücke (heutige Wannseebrücke) errichtet.
Im Zuge des Teltowkanalbaus wurden 1901–1906 Pohle-, Stölpchen- und Griebnitzsee durch den Prinz-Friedrich-Leopold-Kanal schiffbar miteinander verbunden. Zwischen Stölpchen- und Pohlesee wurde der Durchstich südlich der alten Wasserverbindung vorgenommen. Die heutigen Grundstücke Bergstücker Straße 16 und 18 und Kohlhasenbrücker Straße 13 waren bis dahin „Festland“, die alte Wasserrinne ist trotz Aufschüttung noch gut erkennbar. 
Aufgrund des Kanalbaus waren als Verkehrsverbindung zwei neue Brückenbauten notwendig, die Alsenbrücke nach Stolpe und die Stolpe umfahrende Hubertusbrücke. Infolge des Durchstichs des Teltowkanals zwischen Griebnitzsee und Glienicker Lake wurden in Klein-Glienicke die Parkbrücke (Fußgängerbrücke zum Park Babelsberg) und die Enver-Pascha-Brücke errichtet, letztere für den Verkehr der Villenkolonie Neubabelsberg, deren nördliche Erweiterung auf der Insel Wannsee liegt. Über den alten Bäkekanal wurde damals im Straßenverlauf die Landrat-Achenbach-Brücke errichtet. 
Ein letztes Mal wurde die Insellage strategisch genutzt, als sich im April 1945 versprengte deutsche Truppenteile auf der Insel zusammenzogen und sämtliche Brücken sprengten. Sie lieferten sich mit der schon bis Zehlendorf vorgedrungenen Roten Armee einen sinnlosen und verlustreichen „Endkampf“. Wannsee kann für sich das fragwürdige Prädikat in Anspruch nehmen, erst mit Berlin am 2. Mai 1945 militärisch kapituliert zu haben. Anschließend wurden die Brücken – zunächst als Notkonstruktionen – wieder aufgebaut. Nur die Wiedererrichtung der Enver-Pascha-Brücke steht noch aus.

## Landschaftliche Gegebenheiten
Durch die Eiszeit geformt, ist das Gebiet eine Grundmoräne, die durch spätere Dünenformationen überformt wurde. Zentrum der Insel ist der 103 m ü. NHN hohe Schäferberg, nördlich davon liegen die 97 m hohen Stolper Berge, westlich sind der Finkenberg (81 Meter) und der Böttcherberg (66 Meter) vorgelagert. Die Oberfläche ist weitgehend sandig, aber in der Umgebung von Klein-Glienicke, dessen Name aus dem slawischen Wort für „Lehm“ abgeleitet ist, liegen bedeutende Tonvorkommen, die bis ins frühe 19. Jahrhundert ausgebeutet wurden.
Im Süden und Osten bildet die Insel flache Uferzonen, hier wurden entsprechend die Siedlungen und die Äcker und Gärten angelegt. Im Westen und Norden herrschen Steilufer vor, was heute beispielsweise am Klein-Glienicker Park durch erst im 19. und 20. Jahrhundert davor angelegte flache Uferzonen mit Chaussee schwer kenntlich ist.
Die Uferlinie ist mäßig bewegt. Es existiert nur eine regelrechte Bucht, die Moorlake. Sonst bilden der Große Wannsee, Pohle- und Stölpchensee flach geschwungene Einbuchtungen. Zahlreicher sind die ins Wasser ragenden Ufervorsprünge, die, wie in Brandenburg üblich, als „Hörner“ bezeichnet werden. Der Name des Horns anstelle der späteren Glienicker Brücke ist nicht mehr bekannt. 
Nördlich davon liegt das gegen Sacrow vorspringende Krughorn, das bis zur Abbaggerung 1935 eine regelrechte Landzunge bildete. Die Nordspitze der Insel bilden Großes und Kleines Tiefhorn. Im Nordosten liegt nördlich der Ausflugslokale und der Schiffsanlegestelle das Heckeshorn. Die in den Griebnitzsee ragende Südspitze der Insel ist das Große Kuhhorn.
Ein Großteil der Insel wird vom Düppeler Forst eingenommen und deckt sich im Wesentlichen mit dem Gebiet des EU-Vogelschutzgebiets Westlicher Düppeler Forst. Zur Insel gehören auch die rekultivierten Bereiche der ehemaligen Mülldeponie Wannsee, die durch den Golf- und Landclub Berlin-Wannsee flankiert werden. Im Westen liegen die zum UNESCO-Welterbe Schlösser und Parks von Potsdam und Berlin gehörigen Anlagen Park Klein-Glienicke und Nikolskoe.

## Historische Ortslagen
Aufgrund ihrer strategisch günstigen Lage wurde die Insel früh aber wohl noch nicht dauerhaft besiedelt. Früheste Funde des Ackerbaus datieren von etwa 3000 v. Chr. Die vormittelalterlichen archäologischen Funde sind vielfältig. Im Mittelalter wurden die beiden Dörfer Klein-Glienicke und Stolpe angelegt. Im Norden der Insel hält der Name Alter Hof im Wald die Erinnerung an eine untergegangene Siedlungsanlage, vermutlich einen mittelalterlichen Adelshof, wach. Anstelle des späteren Krankenhauses Heckeshorn ist auf dem Plan von Suchodolec der Ortsname Newedorf eingetragen. Aufgrund von Scherbenfunden aus der Zeit um 1300 wird angenommen, dass sich hier ein später wüst gefallenes mittelalterliches Dorf befand.
Durch den Dreißigjährigen Krieg schrumpfte Stolpe zu einem unbedeutenden Ort, Klein-Glienicke aber wurde wüst. Letzteres wurde seit Ende des 17. Jahrhunderts wieder besiedelt. Dort entwickelten sich im 18. und 19. Jahrhundert Gutsanlagen, die bis Ende des 19. Jahrhunderts zum Klein-Glienicker Park zusammenwuchsen. Nördlich davon wurde von 1819 bis 1840 die winzige Ortslage Nikolskoe geschaffen. 
Während die Insel im 18. Jahrhundert sehr abgelegen war, wurde sie 1791–1794 durch den Bau der Berlin-Potsdamer Chaussee (heute: Bundesstraße 1) nahezu mittig von der nun wichtigsten überregionalen Straße Preußens durchzogen und erschlossen. Dafür wurde auch der Bau der heutigen Wannseebrücke notwendig.
Im Osten der Insel legte der Berliner Bankier Wilhelm Conrad ab 1869 die Villenkolonie Alsen an, die 1898 mit Stolpe zur Landgemeinde Wannsee fusionierte, zu der auch die jenseits des Wannsees gelegene Villenkolonie gehörte. Klein-Glienicke fusionierte mit der Villenkolonie Neubabelsberg. Durch die die Wasserläufe übergreifenden Siedlungen und die neuen Brückenbauten vom Anfang des 20. Jahrhunderts wurde die Insellage kaum noch wahrgenommen. Die historischen Benennungen Stolp(e)scher bzw. Gilenick(e)scher Werder sind vollständig in Vergessenheit geraten.